# Prallethrin
Prallethrin ist ein synthetisches Insektizid aus der Gruppe der Pyrethroide. Es wurde 1961 erstmals beschrieben und 1988 von der Firma Sumitomo Chemical auf den Markt gebracht.

## Darstellung und Struktur
Das Chlorid der Chrysanthemumsäure kann mit 4-Hydroxy-3-methyl-2-(2-propargyl)-cyclopent-2-en-1-on zum Prallethrin umgesetzt werden.
Prallethrin ist dem Allethrin sehr ähnlich. Es unterscheidet sich nur in der Sättigung der Propargyl-Seitenkette.
Der ISO-Name Prallethrin und die CAS-Nummer beziehen sich auf ein racemisches Gemisch aus acht Stereoisomeren. Die WHO-Spezifikation der Substanz gibt ein bestimmtes, davon abweichendes, Isomeren-Verhältnis vor, wobei das trans-cis-Verhältnis bei etwa 4:1 liegt.

## Eigenschaften und Wirkungsweise
Prallethrin ist eine gelbliche bis braune, ölige Flüssigkeit. Es hat einen leicht phenolischen Geruch und ist nahezu unlöslich in Wasser. Die Substanz ist instabil gegenüber UV-Licht, sodass von keiner hohen Persistenz in der Umwelt auszugehen ist.
Prallethrin wirkt wie andere Pyrethroide als Kontaktgift auf Insekten. Es blockiert die Natriumkanäle des Nervensystems irreversibel, sodass diese konstant offen bleiben. Dies hat Lähmungen zur Folge, die zum Atemstillstand und schließlich zum Tod führen. Prallethrin kann Insekten innerhalb sehr kurzer Zeit nach Kontakt bewegungsunfähig machen (Knock-down-Effekt).

## Verwendung
Prallethrin wird gegen Stechmücken, Stubenfliegen und Schaben im Haushalt eingesetzt. Daneben wird es in einigen Ländern in der Veterinärmedizin zur Behandlung von Haustieren verwendet.
Im Handel ist Prallethrin in Form von Verdunsterplättchen für Elektroverdampfer, als Spray oder Räucherwerk wie Mückenspiralen erhältlich.

## Toxizität
Bei oraler Aufnahme oder beim Einatmen als Aerosol ist Prallethrin mäßig giftig. Die LD50 bei oraler Aufnahme wurde für männliche Ratten mit 640, für weibliche Ratten mit 460 mg/kg Körpergewicht ermittelt. Die tödliche Konzentration in der Atemluft (LC50) beträgt 855 bei männlichen und 658 mg/m³ (Expositionszeit 4 Stunden) bei weiblichen Ratten.
Im Tierversuch ist Prallethrin nicht hautreizend, nicht hautsensibilisierend und minimal augenreizend. Es ist nicht mutagen, es gibt keine Hinweise auf eine kanzerogene oder reproduktionstoxische Wirkung. Prallethrin ist für Wasserorganismen und Bienen sehr giftig, für Vögel dagegen nur gering giftig.

## Zulassung
In der Europäischen Union und in der Schweiz sind keine Pflanzenschutzmittel zugelassen, die Prallethrin enthalten.